# ズブダトゥンニサー・ベーグム
ズブダトゥンニサー・ベーグム（Zubdat-un-Nissa Begum、1651年9月2日 - 1707年2月17日）は、北インド、ムガル帝国の第6代皇帝アウラングゼーブの四女。母はディルラース・バーヌー・ベーグム。

## 生涯
1651年9月2日、ムガル帝国の第6代皇帝アウラングゼーブとその妃ディルラース・バーヌー・ベーグムの娘としてデリーで生まれた。
1673年2月9日、ズブダトゥンニサー・ベーグムアウラングゼーブの甥シピフル・シコー（ダーラー・シコーの息子）と結婚した。
1707年2月17日、ズブダトゥンニサー・ベーグムはデリーで死亡した。